# Rito
(Mary Douglas)

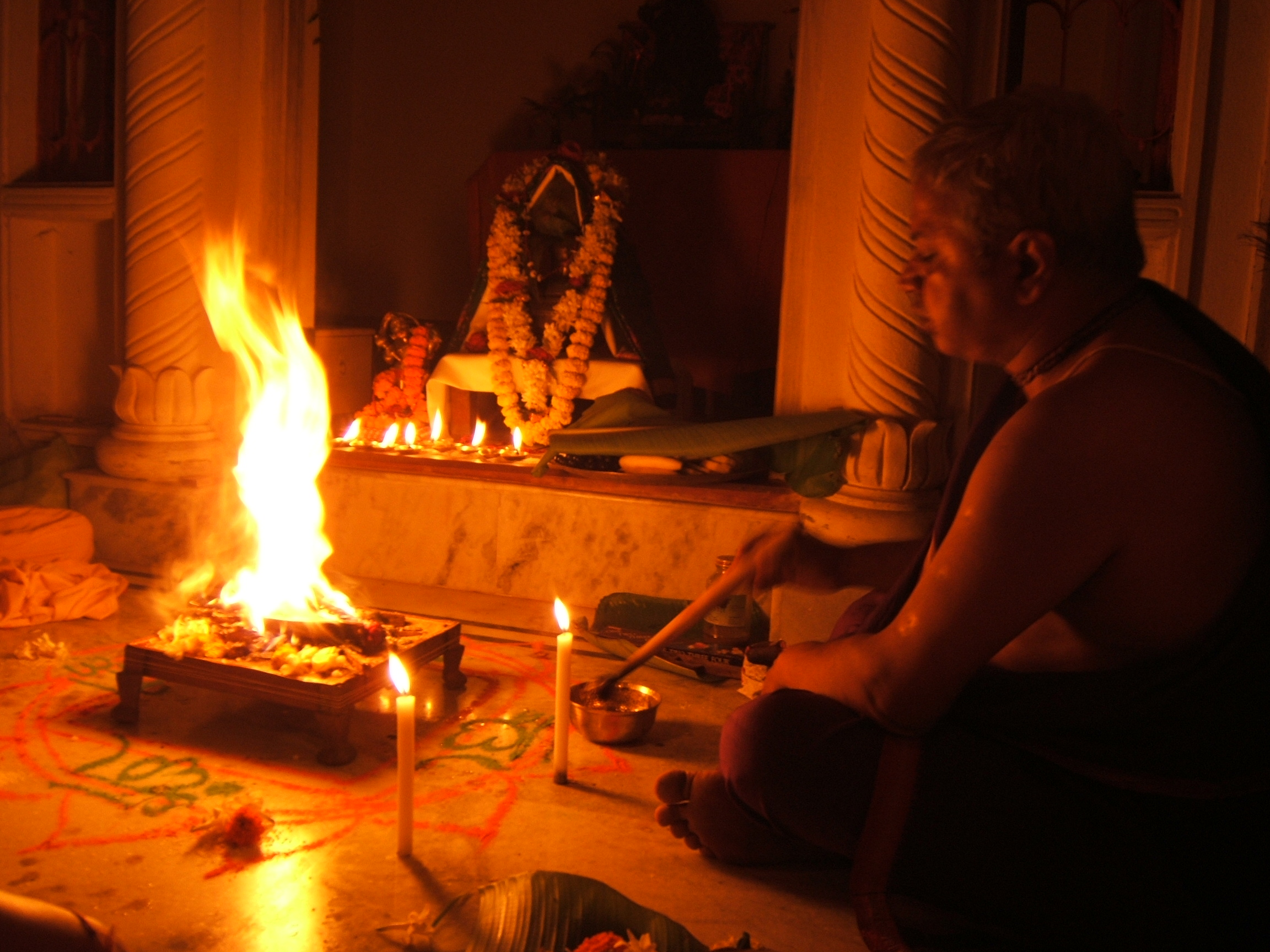
Rituale yagna di sacrificio agli Dei.

Il rito, anche detto rituale o cerimonia rituale, è la regola, o l'insieme di regole, eseguiti secondo norme codificate dalla religione o la tradizione.

## Caratteristiche
I riti sono strettamente connessi con la religione, il mito (si dice che «il rito riassume e riattualizza il mito») e la sfera del sacro: così, ogni rito religioso svolge la funzione di rendere tangibile e ripetibile l'esperienza religiosa, sottraendola alla dimensione tutta privata della mistica.
Tramite il rituale, soprattutto all'interno della celebrazione di una festa, le varie componenti religiose come i miti, le prescrizioni, le formule, divengono reali e normativi per tutti i partecipanti.
L'uomo religioso affida al rito i momenti più critici della sua esistenza personale e della collettività di cui fa parte, come ad esempio la nascita, la morte, il raggiungimento della pubertà, il matrimonio, la guerra, cercando in esso la garanzia del mantenimento della propria identità e di quella della comunità di appartenenza.

## Gli studi antropologici, sociologici e psicoanalitici

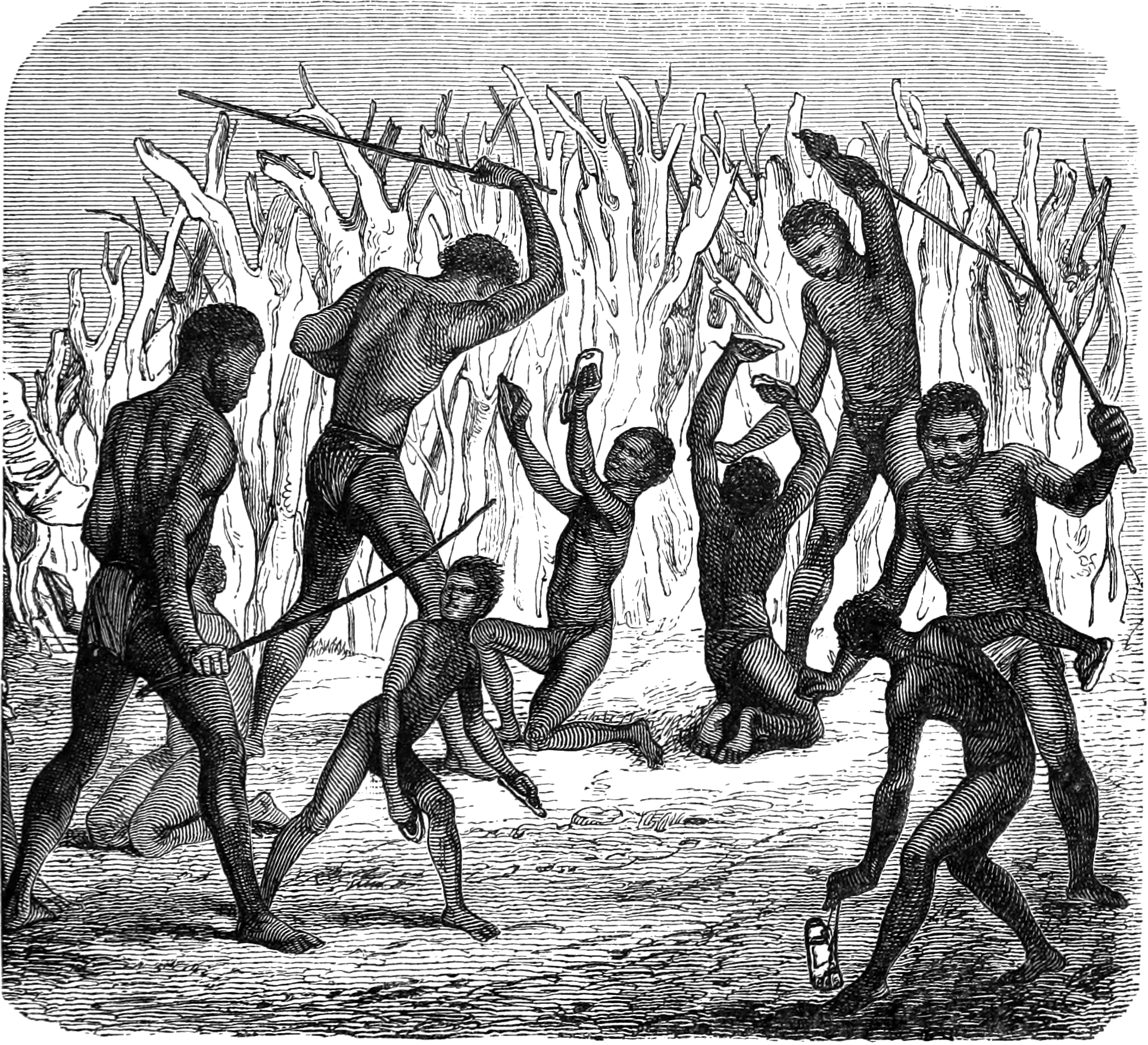
Illustrazione del rituale Bogwera di iniziazione dei ragazzi all'età adulta, tratta da Sette anni in Sud Africa, di Emil Holub (1881)

Uno dei principali studiosi del rito è stato Ernesto de Martino: secondo l'antropologo italiano il rito aiuta l'uomo a sopportare una sorta di "crisi della presenza" che esso avverte di fronte alla natura, sentendo minacciata la propria stessa vita. I comportamenti stereotipati dei riti offrono rassicuranti modelli da seguire, costruendo quella che viene in seguito definita come "tradizione".
Il sociologo Émile Durkheim ha invece messo in evidenza come la componente iniziale religiosa del rito porti ad una funzione sociale, che permette di fondare o di rinsaldare i legami interni alla comunità. Sulla stessa linea anche l'antropologo funzionalista Bronisław Malinowski. Diversamente, gli antropologi Arnold Van Gennep e Meyer Fortes considerano primaria la funzione sociale e culturale del rito che può estendersi successivamente in ambito religioso.
La psicoanalisi ha inoltre mostrato la presenza di una ritualità inconscia in gran parte dei comportamenti quotidiani umani. Le personalità di tipo ossessivo-compulsive sono le più soggette all'espressione di ritualità personali; un caso tipico dei nostri giorni è verificare di aver chiuso il gas uscendo di casa, oppure di aver chiuso la porta di casa o della macchina, molto comune è il camminare senza pestare le righe. I tennisti sono famosi per questo tipo di ritualità: far battere a terra tre volte la pallina, oppure allacciarsi le scarpe o controllare che i calzini siano bene allineati, vi sono una serie infinite di piccoli riti che se nella vita privata possono essere considerati piccoli fastidi o al limite anche sintomi di malattia, nel gioco del tennis sono normali e funzionali al raggiungimento di un'alta concentrazione prima del servizio.

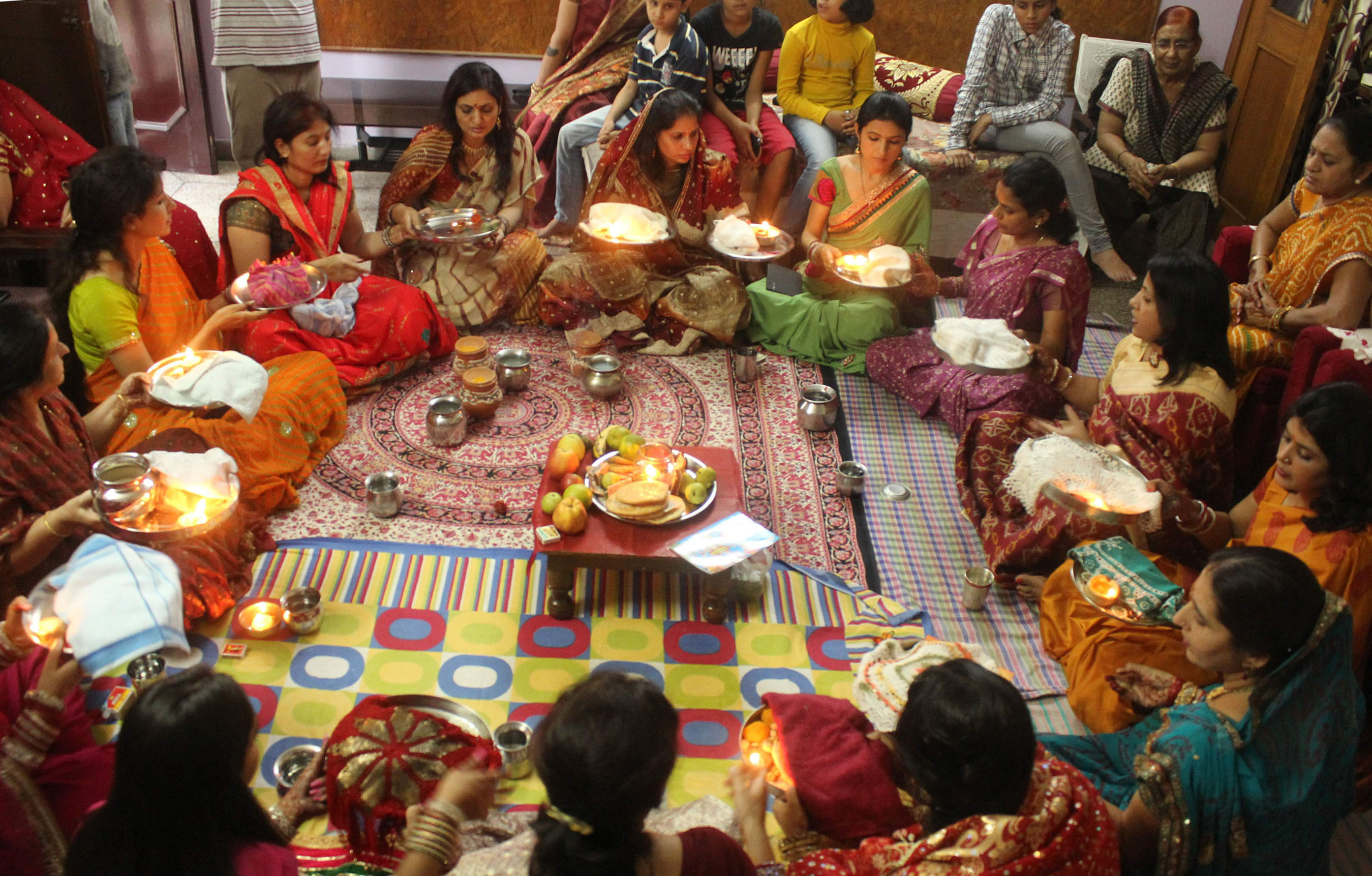
Rito induista del Karva Chauth, in cui una collettività di donne sposate celebrano la loro devozione ai rispettivi mariti.

Che abbia un fine sociale o che sia strettamente personale, il rito ha bisogno di una partecipazione emotiva profonda, senza la quale cessa di esistere. Per questo nel rito è necessaria una componente estetica, differente nelle diverse culture e nei diversi tempi; il rito si deve evolvere per non perdere di significato. Per esempio nell'ambito della stessa religione, il Cristianesimo, mentre per la cristianità occidentale cattolica il suono dell'organo è percepito come potenza e diventa quindi strumento "divino", per la cristianità orientale il rumore dell'organo è percepito come cacofonia e quindi lontano dal concetto di sacro: pur non cambiando il contesto, differenti tradizioni hanno portato a sensibilità differenti che a loro volta hanno generato differenti ritualità.
I più moderni sviluppi di studio sul rito tendono a spostare l'attenzione sull'elemento dinamico.
Significativa la visione di Roy Rappaport del rituale come dimensione cibernetica. Studi di caso relativi a quest'ambito sono ancora pochi ma sempre più diffusi e corroborati dalla riflessione teorica.
In ambito non religioso si può portare l'esempio della corrida: una parte della popolazione vive questa manifestazione con passione, mentre per un'altra parte della stessa popolazione, che ha sviluppato una sensibilità animalista, la corrida è un orrore. La componente artistica fa sì che i concerti rock o i megaraduni diventino rito o prendano il contorno di un rito e vengano vissuti con una forte partecipazione emotiva.

## Varie tipologie di rito
Sono state individuate varie forme di riti, le cui principali sono:
- Rito di iniziazione
- Rito di passaggio
- Rito propiziatorio (detto anche rito apotropaico)
- Rito espiatorio  (o rito di espiazione)
- Riti ricorrenti (cerimonie legate al momento dell'anno)
- Rito funebre
- Rito liturgico